# Døgn
Et døgn eller dag er en periode på 24 timer. På oldnordisk hed døgnet solarhringr, sol-ring. "Solringen" var delt i áttir, ottendedele. 
Jordens rotation om sin egen akse er årsag til skiftet mellem nat og dag. I praksis er en "dag" ofte det samme som et døgn, altså tiden fra solopgang til næste dags solopgang. Derfor bestemmes døgnets længde i virkeligheden af hastigheden af Jordens rotation og dens omløbshastighed om Solen. Da Jorden ikke bevæger sig lige hurtigt overalt i banen rundt om Solen, men roterer nogenlunde med samme hastighed om sig selv, så vil et vilkårligt punkt på kloden ikke altid være 24 timer om at vende ind mod Solen. Et døgn er derfor defineret som den tid det i gennemsnit tager Solen at stå i syd, også kaldet et middelsoldøgn.
Det tidspunkt, hvor solen står højest på himlen, kaldes "sand middag" (fra latin: versus meridies), og tiden fra en sådan til den næste hedder et "sandt soldøgn" (fra latin: versus stella dies). Et sandt soldøgn har samme længde, men længden af henholdsvis den belyste og den skyggede periode (dag og nat) varierer med årstiderne, og i praksis regnes med et middelsoldøgn med en konstant længde.
Døgnets inddeling i 24 timer stammer fra antikken, hvor nogle kulturer brugte et tolvtalssystem.